# Avenue du Raincy
L'avenue du Raincy est un des axes du centre historique de Villemomble. Elle suit le tracé de la route départementale 116.

## Situation et accès

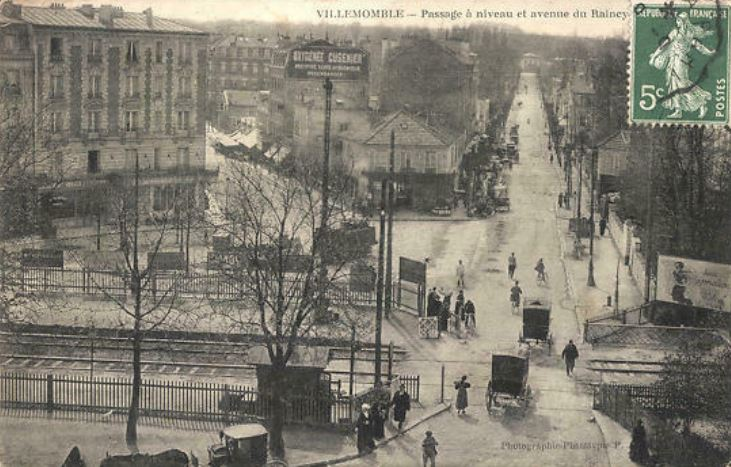
Avenue du Raincy au passage à niveau, dans la direction du sud.

Partant de la place de la Gare, côté nord, cette avenue forme tout d'abord le point de départ de la rue Bernard-Gante. Elle traverse ensuite le carrefour de la rue de Bondy et de l'avenue du Général-Leclerc.
Elle se termine à l'avenue de Rosny, près du début de la Grande-Rue.

## Origine du nom

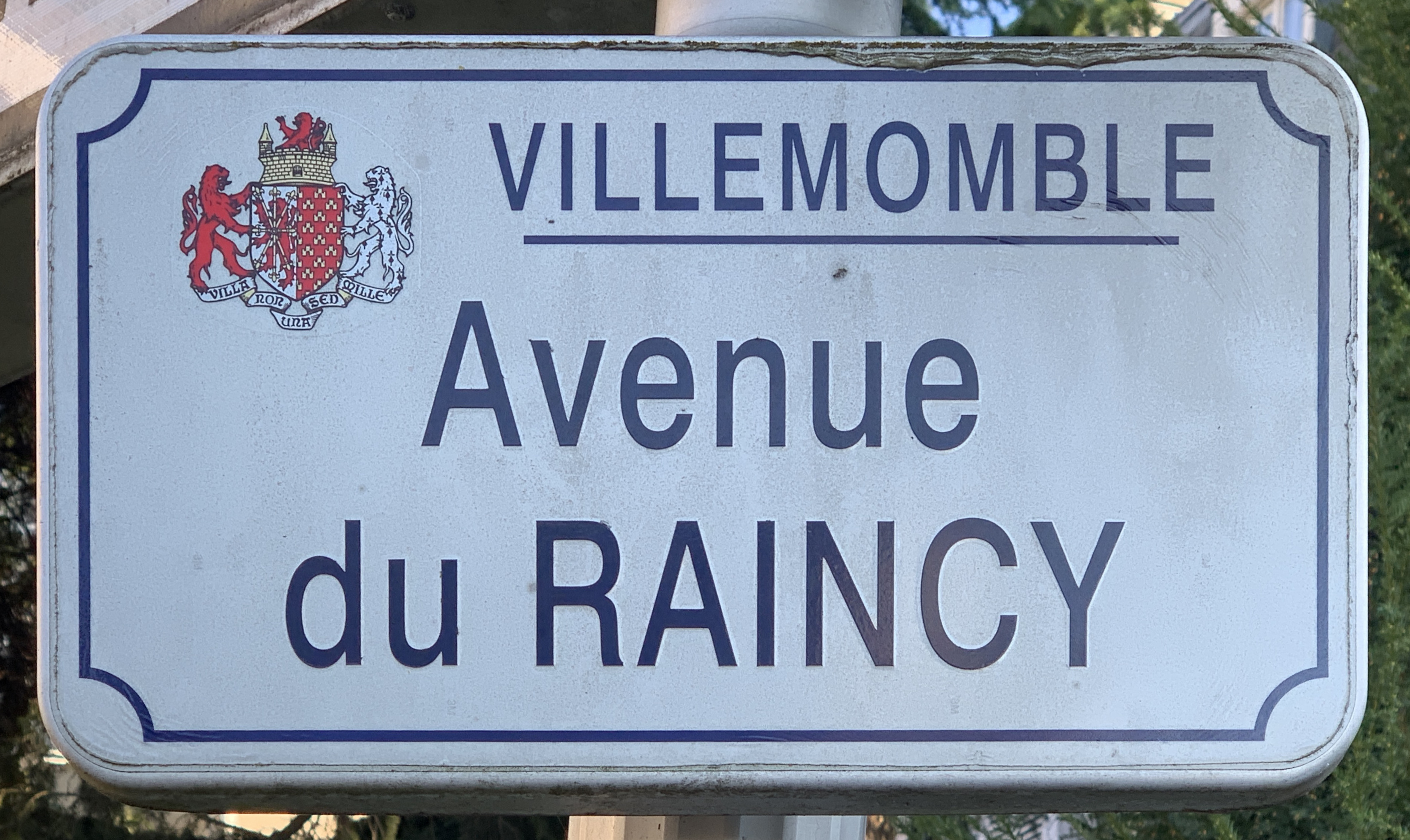
Plaque de l'avenue.

Cette avenue se dirige vers la ville du Raincy, de l'autre côté de la ligne de Paris-Est à Strasbourg-Ville.

## Historique

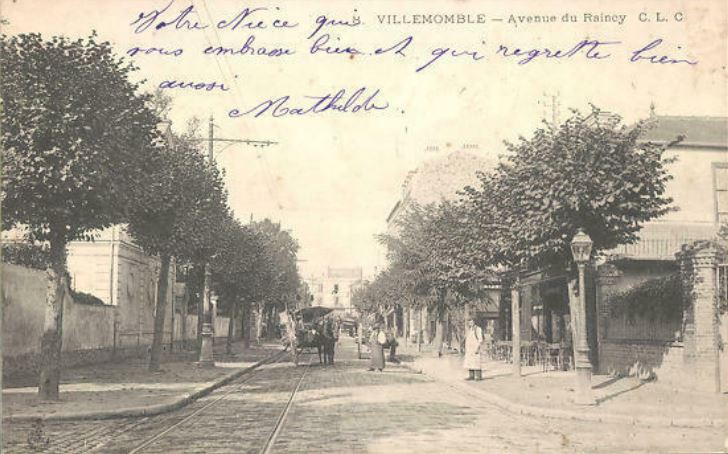
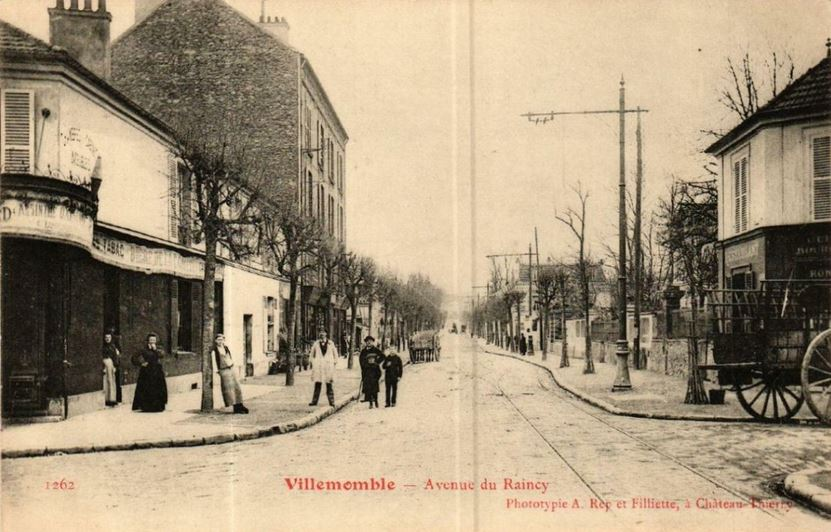
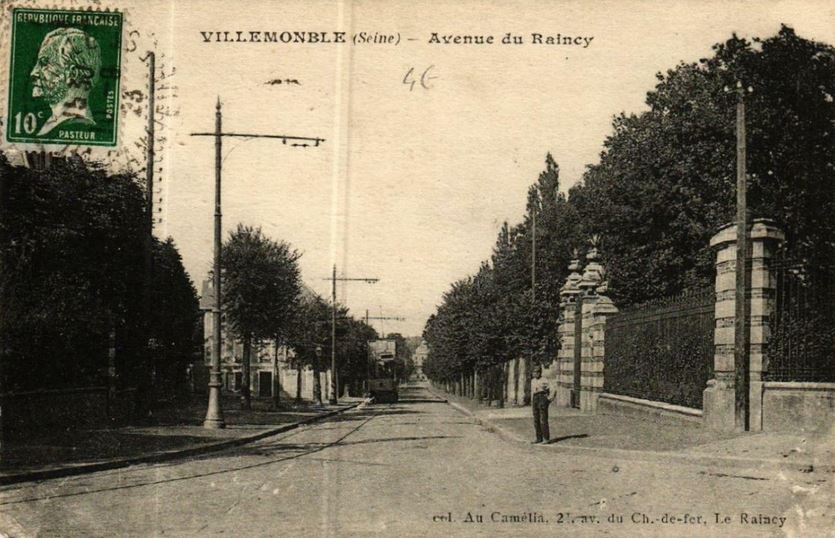
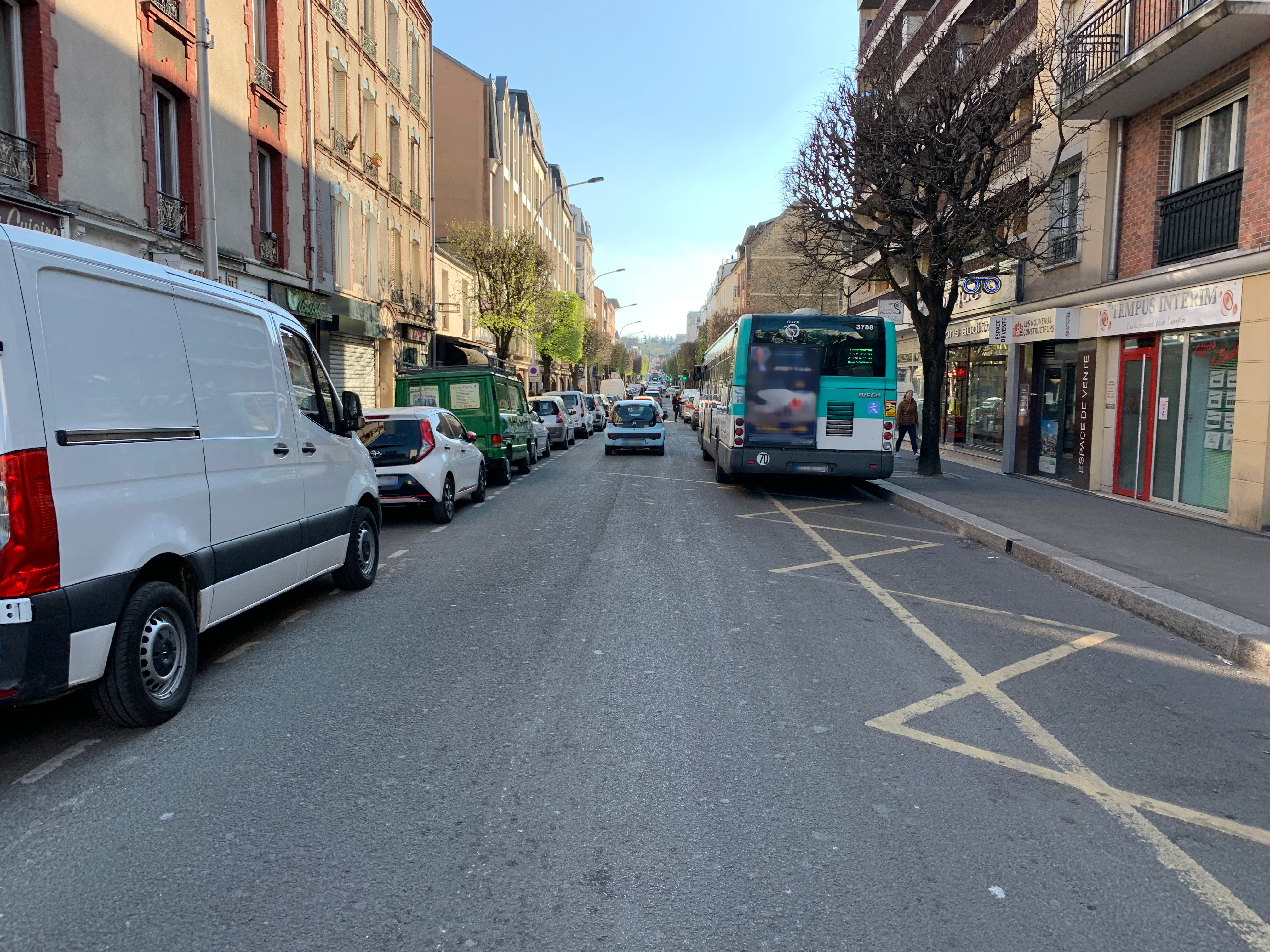
L'avenue en avril 2021.

## Bâtiments remarquables et lieux de mémoire
- Gare du Raincy - Villemomble - Montfermeil
- Deux bornes signalent le passage en souterrain de l'aqueduc de la Dhuis[1]. Cet aqueduc construit entre 1863 et 1865 suit le tracé de l'avenue sur toute sa longueur[2].